# Liga Premier de Bosnia y Herzegovina 2017-18
La temporada 2017-18 fue la 18.ª edición de la Liga Premier de Bosnia y Herzegovina. La torneo comenzó el 22 de julio de 2017 y finalizó el 28 de mayo de 2018. El Zrinjski Mostar campeón defensor retuvo su título y obtuvo su sexta Liga Premier.

## Formato
Los doce equipos participantes jugaron entre sí todos contra todos dos veces totalizando 22 partidos cada uno, al término de la fecha 22 los seis primeros clasificados pasaron a integrar el Grupo campeonato, mientras que los seis últimos integraron el Grupo descenso.
El primer clasificado del Grupo campeonato obtuvo un cupo para la segunda ronda de la Liga de Campeones de la UEFA 2018-19, mientras que el segundo y tercer clasificado obtuvieron un cupo para la primera ronda de la Liga Europa 2018-19; por otro lado los dos últimos clasificados del Grupo descenso descendieron a la Primera Liga de la República Srpska o a la Primera Liga de la Federación de Bosnia y Herzegovina dependiendo a cual de las dos estén afiliados los clubes.
Un tercer cupo para la primera ronda de la Liga Europa de la UEFA 2018-19 es asignado al campeón de la Copa de Bosnia y Herzegovina.

## Ascensos y descensos
| Pos. | de Liga Premier de Bosnia y Herzegovina 2016-17 |
| ---- | ----------------------------------------------- |
| 11.º | Metalleghe-BSI                                  |
| 12.º | Olimpik Sarajevo                                |

| Pos. | Ascendidos 2016-17                      |
| ---- | --------------------------------------- |
| 1.º  | Borac (Liga República Srpska)           |
| 1.º  | GOŠK Gabela (Liga Federación de Bosnia) |

## Equipos participantes
| Club                 | Ciudad          | Estadio                      | Capacidad |
| -------------------- | --------------- | ---------------------------- | --------- |
| Borac                | Banja Luka      | Banja Luka City Stadium      | 9,730     |
| Čelik Zenica         | Zenica          | Stadion Bilino Polje         | 15.600    |
| GOŠK Gabela          | Gabela          | Stadion Perica Pero Pavlović | 3.000     |
| Krupa                | Krupa na Vrbasu | Gradski stadion, Krupa       | 2.000     |
| Mladost Doboj-Kakanj | Doboj - Kakanj  | Stadion Mladost Kakanj       | 3.000     |
| Radnik Bijeljina     | Bijeljina       | Gradski stadion, Bijeljina   | 6.000     |
| Sarajevo             | Sarajevo        | Stadion Asim Ferhatović Hase | 34.500    |
| Široki Brijeg        | Široki Brijeg   | Stadion Pecara               | 10.000    |
| Sloboda Tuzla        | Tuzla           | Stadion Tušanj               | 15.000    |
| Vitez                | Vitez           | Gradski stadion, Vitez       | 3.000     |
| Željezničar          | Sarajevo        | Stadion Grbavica             | 12.000    |
| Zrinjski Mostar      | Mostar          | Stadion pod Bijelim Brijegom | 25.000    |

## Temporada regular

### Tabla de posiciones
| Pos. | Equipo           | Pts. | PJ | G  | E | P  | GF | GC | Dif. | Clasificación 2017–18    |
| ---- | ---------------- | ---- | -- | -- | - | -- | -- | -- | ---- | ------------------------ |
| 1    | Zrinjski Mostar  | 50   | 22 | 16 | 2 | 4  | 40 | 18 | +22  | Ronda por el campeonato  |
| 2    | Željezničar      | 50   | 22 | 16 | 2 | 4  | 37 | 16 | +21  | Ronda por el campeonato  |
| 3    | Široki Brijeg    | 42   | 22 | 13 | 3 | 6  | 37 | 17 | +20  | Ronda por el campeonato  |
| 4    | Sarajevo         | 40   | 22 | 12 | 4 | 6  | 44 | 19 | +25  | Ronda por el campeonato  |
| 5    | Krupa            | 35   | 22 | 9  | 8 | 5  | 29 | 23 | +6   | Ronda por el campeonato  |
| 6    | Radnik Bijeljina | 32   | 22 | 9  | 5 | 8  | 21 | 24 | −3   | Ronda por el campeonato  |
| 7    | Mladost Doboj    | 29   | 22 | 7  | 8 | 7  | 29 | 28 | +1   | Ronda por la permanencia |
| 8    | Borac            | 26   | 22 | 7  | 5 | 10 | 14 | 22 | −8   | Ronda por la permanencia |
| 9    | GOŠK Gabela      | 24   | 22 | 7  | 3 | 12 | 22 | 30 | −8   | Ronda por la permanencia |
| 10   | Sloboda Tuzla    | 21   | 22 | 5  | 6 | 11 | 18 | 25 | −7   | Ronda por la permanencia |
| 11   | Čelik Zenica     | 13   | 22 | 4  | 1 | 17 | 17 | 54 | −37  | Ronda por la permanencia |
| 12   | Vitez            | 8    | 22 | 1  | 5 | 16 | 9  | 41 | −32  | Ronda por la permanencia |

Actualizado a los partidos jugados el 7 de marzo de 2018.
 Fuente: Soccerway
Criterios de clasificación: 1) Puntos; 2) puntos entre sí; 3) diferencia de goles; 4) Goles marcados.

### Resultados
| Local \ Visitante | BOR | CEL | GOS | KRU | MLA | RAD | SAR | SIR | SLO | VIT | ZEL | ZRI |
| ----------------- | --- | --- | --- | --- | --- | --- | --- | --- | --- | --- | --- | --- |
| Borac             | —   | 2–0 | 1–0 | 0–1 | 0–1 | 1–0 | 1–1 | 2–1 | 1–0 | 1–0 | 0–1 | 1–1 |
| Čelik Zenica      | 1–0 | —   | 2–0 | 0–2 | 0–3 | 3–0 | 0–2 | 1–4 | 2–2 | 1–0 | 0–3 | 1–3 |
| GOŠK Gabela       | 0–1 | 3–2 | —   | 0–1 | 2–2 | 0–1 | 0–2 | 2–1 | 2–0 | 2–0 | 0–1 | 0–2 |
| Krupa             | 2–0 | 1–0 | 1–1 | —   | 3–1 | 1–1 | 1–2 | 1–2 | 0–0 | 3–0 | 2–4 | 1–0 |
| Mladost Doboj     | 2–1 | 4–0 | 1–1 | 1–1 | —   | 3–0 | 1–1 | 0–0 | 1–1 | 1–0 | 2–1 | 1–2 |
| Radnik Bijeljina  | 3–0 | 3–1 | 3–1 | 0–0 | 0–0 | —   | 1–4 | 1–0 | 1–0 | 2–0 | 0–2 | 2–1 |
| Sarajevo          | 3–0 | 5–0 | 0–1 | 2–3 | 4–2 | 0–0 | —   | 2–0 | 0–0 | 4–0 | 0–1 | 1–2 |
| Široki Brijeg     | 2–0 | 4–0 | 3–0 | 1–1 | 3–1 | 1–0 | 2–1 | —   | 2–0 | 1–0 | 1–2 | 2–1 |
| Sloboda Tuzla     | 1–1 | 3–0 | 0–1 | 2–2 | 2–0 | 0–1 | 1–3 | 0–3 | —   | 4–0 | 1–0 | 0–2 |
| Vitez             | 0–0 | 2–0 | 0–3 | 1–1 | 2–2 | 0–0 | 0–3 | 1–4 | 0–1 | —   | 1–1 | 2–3 |
| Željezničar       | 2–1 | 3–1 | 3–1 | 4–1 | 2–0 | 3–2 | 2–1 | 0–0 | 1–0 | 1–0 | —   | 0–1 |
| Zrinjski Mostar   | 0–0 | 5–2 | 3–2 | 1–0 | 2–0 | 3–0 | 1–3 | 1–0 | 2–0 | 3–0 | 1–0 | —   |

## Grupo campeonato

### Clasificación
| Pos. | Equipo              | Pts. | PJ | G  | E  | P  | GF | GC | Dif. | Clasificación 2018–19                 |
| ---- | ------------------- | ---- | -- | -- | -- | -- | -- | -- | ---- | ------------------------------------- |
| 1    | Zrinjski Mostar (C) | 69   | 32 | 21 | 6  | 5  | 58 | 30 | +28  | Primera ronda de la Liga de Campeones |
| 2    | Željezničar         | 63   | 32 | 19 | 6  | 7  | 49 | 30 | +19  | Primera ronda de la Liga Europa       |
| 3    | Sarajevo            | 56   | 32 | 17 | 5  | 10 | 58 | 28 | +30  | Primera ronda de la Liga Europa       |
| 4    | Široki Brijeg       | 59   | 33 | 17 | 8  | 8  | 52 | 38 | +14  | Primera ronda de la Liga Europa       |
| 5    | Radnik Bijeljina    | 45   | 32 | 12 | 9  | 11 | 35 | 38 | −3   |                                       |
| 6    | Krupa               | 40   | 32 | 10 | 10 | 12 | 35 | 42 | −7   |                                       |

Actualizado a los partidos jugados el 20 de mayo de 2018.
 Fuente: Soccerway

### Resultados
| Local \ Visitante | KRU | RAD | SAR | SIR | ZEL | ZRI |
| ----------------- | --- | --- | --- | --- | --- | --- |
| Krupa             | —   | 1–3 | 2–3 | 0–0 | 2–0 | 0–1 |
| Radnik Bijeljina  | 1–1 | —   | 1–0 | 3–3 | 1–0 | 1–2 |
| Sarajevo          | 1–0 | 3–1 | —   | 2–0 | 0–0 | 4–1 |
| Široki Brijeg     | 5–0 | 1–1 | 1–0 | —   | 3–1 | 0–0 |
| Željezničar       | 1–0 | 2–1 | 2–1 | 1–1 | —   | 2–2 |
| Zrinjski Mostar   | 4–0 | 1–1 | 1–0 | 3–1 | 3–3 | —   |

## Grupo descenso

### Clasificación
| Pos. | Equipo        | Pts. | PJ | G  | E | P  | GF | GC | Dif. | Descenso 2018–19          |
| ---- | ------------- | ---- | -- | -- | - | -- | -- | -- | ---- | ------------------------- |
| 1    | GOŠK Gabela   | 45   | 32 | 13 | 6 | 13 | 32 | 36 | −4   |                           |
| 2    | Mladost Doboj | 42   | 32 | 11 | 9 | 12 | 42 | 44 | −2   |                           |
| 3    | Borac         | 38   | 32 | 10 | 8 | 14 | 22 | 31 | −9   | Descenso a Prva Liga RS   |
| 4    | Sloboda Tuzla | 36   | 32 | 9  | 9 | 14 | 31 | 34 | −3   |                           |
| 5    | Čelik Zenica  | 28   | 32 | 8  | 4 | 20 | 30 | 61 | −31  |                           |
| 6    | Vitez         | 15   | 32 | 3  | 6 | 23 | 15 | 57 | −42  | Descenso a Prva Liga FBiH |

Actualizado a los partidos jugados el 19 de mayo de 2018.
 Fuente: Soccerway
Notas:
1. ↑  Borac no consiguió la licencia, mientras que el Čelik Zenica si la consiguió, por lo tanto el Borac desciende a Segunda y Čelik Zenica continua.[2]

### Resultados
| Local \ Visitante | BOR | CEL | GOS | MLA | SLO | VIT |
| ----------------- | --- | --- | --- | --- | --- | --- |
| Borac             | —   | 0–0 | 0–0 | 4–2 | 2–0 | 1–0 |
| Čelik Zenica      | 1–1 | —   | 2–0 | 2–1 | 0–2 | 0–1 |
| GOŠK Gabela       | 1–0 | 1–0 | —   | 1–0 | 0–0 | 1–1 |
| Mladost Doboj     | 2–0 | 0–3 | 1–2 | —   | 1–1 | 1–0 |
| Sloboda Tuzla     | 1–0 | 1–1 | 1–2 | 2–3 | —   | 2–0 |
| Vitez             | 2–0 | 0–4 | 1–2 | 1–2 | 0–3 | —   |

## Goleadores
- Actualizado a 21 de may de 2018
| Pos. | Jugador            | Club                 | Goles |
| ---- | ------------------ | -------------------- | ----- |
| 1    | Miloš Filipović    | Zrinjski Mostar      | 16    |
| 2    | Mersudin Ahmetović | FK Sarajevo          | 14    |
| 3    | Nemanja Bilbija    | Zrinjski Mostar      | 12    |
| 3    | Petar Kunić        | Borac Banja Luka     | 12    |
| 3    | Luka Menalo        | Široki Brijeg        | 12    |
| 3    | Krste Velkoski     | FK Sarajevo          | 12    |
| 3    | Goran Zakarić      | Željezničar Sarajevo | 12    |